# Otger
Otger fue el último conde privativo de Gerona (con el pagus de Besalú) (862-870). Se le podría identificar con un Otger que se cita en el acto de un juicio del 850 como fiel del conde Wifredo I de Gerona.
En otoño del 861 el rey Carlos el Calvo planeó expoliar a Carlos de Provenza, hijo de Lotario I pero fracasó cuando el reino de Provenza, bajo la dirección del regente Gerardo de Rosellón hizo frente al intento anexionista. Esto causó malestar, sea por el fracaso o sea por la injusticia. Más nobles se volvieron contra Carlos y entre ellos parece que Hunifredo de Septimania y Gothia. Carlos el Infante de Aquitania, instigado por el consejero Esteve se sublevó igualmente. Todo el sur se escapó del control de Carlos el Calvo. Este  acusó inmediatamente a Hunifredo de infidelidad. Parece que el 19 de agosto del 862 Hunifredo ya había sido despojado de sus honores y investido un tal Suniario, quizás el antiguo conde de Ampurias Suniario I de Ampurias o tal vez su hijo Suniario II de Ampurias o quizás otro magnate, del que no se sabe nada, pero que no pudo tomar posesión porque Hunifredo permanecía rebelde en sus dominios. Por lo que se sabe solo se pudieron ocupar los condados de Ampurias y Peralada (entregados a Suniario II y Delà, hijos de Suniario I) y Gerona y Besalú (que habrían sido entregados a Otger) pero Barcelona, Osona, Narbona, Agde, Béziers, Melguelh y Nimes, quedaron en manos de Hunifredo.
De Otger solo se sabe que el 866 estaba en Quierzy para solicitar del rey un precepto para el monasterio de Sant Julià del Mont, del pagus de Besalú, que el soberano le concedió. El 869 Carlos el Calvo otorgó un nuevo precepto, favorable esta vez a un tal Dodó, "vasallo del fiel Otger", que no se sabe seguro si se refiere al conde de este nombre. Habría muerto en torno al 870. Justo hacia este año el rey reasignó los condados, y Gerona con el pagus de Besalú fueron agregados de nuevo al condado de Barcelona y Osona (con los que tradicionalmente estaban unidos) que desde el 864 poseía Bernardo de Gothia.
- Datos: Q4339403